# MANSAM
La coalition pour les droits des femmes MANSAM, aussi appelée « Les femmes des groupes civiques et politiques soudanais » (en anglais : Sudan's Women, Political and Civil Groups))  est une alliance de huit groupes de femmes politiques différents, dix-huit organismes de la société civile ainsi que plusieurs groupes de jeunes, et diverses activistes et universitaires très actives dans la révolution soudanaise.  

## Révolution soudanaise
La MANSAM a été l'une des signataires de la déclaration du 1er janvier 2019 qui a créé l'Alliance des Forces pour la Liberté et le Changement, la principale alliance d'organisations, de réseaux et de partis politiques ayant joué un rôle de coordination dominant dans la révolution soudanaise.   
Le 2 juillet 2019, lors des négociations entre le Conseil militaire de transition (CMT) et l'Alliance des Forces pour la Liberté et le Changement, et au nom de groupes civils, la MANSAM a déclaré que les femmes avaient été exclues des négociations, malgré leur rôle prépondérant dans les manifestations et malgré la présence de la MANSAM au sein de l'Alliance.  C'est en ce sens, qu'Alaa Salah, s'est exprimée en tant que membre de la MANSAM lors de la 8649e réunion du Conseil de sécurité des Nations Unies (CSNU), le 29 octobre 2019. Elle déplore que les femmes, pourtant en première ligne du mouvement de contestation contre la dictature ont été mises de côté lors des négociations. Seule une femme (après demande et plaidoyer d'ONG) a pu participer aux pourparlers politiques. Alaa Salah a exprimé à l'occasion, la nécessité de la présence de femmes aux tables des négociations et au sein des instances politiques, sans quoi, « les droits des femmes ne seront pas garantis et les lois qui les entravent seront maintenues au Soudan ». 
Le 16 août 2019, la MANSAM s'est opposée à la « mauvaise représentation des femmes » dans les propositions de composition du Conseil de souveraineté et du gouvernement transitoire, et a appelé à « au moins 50% de femmes à des postes de direction au gouvernement ». La MANSAM a déclaré qu'elle avait fourni à la direction de l'Alliance des « nominations de haut calibre, en collaboration avec les associations professionnelles concernées, pour se retrouver face à une liste finale qui ne comprend aucune de nos nominations, sans autre discussion ou consultation ». La MANSAM a appelé les organisations de femmes, les femmes politiques et leurs alliées à « élever leur voix » en faveur d'une représentation égale des femmes.